# Giovanni De Nava
Pour les articles homonymes, voir De Nava.
Giovanni De Nava (Rome, 21 mai 1944) est un acteur et producteur de cinéma italien naturalisé britannique.

## Biographie
Actif principalement comme acteur de théâtre, au cinéma il a souvent travaillé avec le réalisateur Lucio Fulci dans des films tels que ...E tu vivrai nel terrore ! L'aldilà, Murderock - Uccide a passo di danza et Quella villa accanto al cimitero, dans lequel il joue le rôle du monstrueux Dr Jacob Freudstein. Il a doublé quelques films de la série BBC Television Shakespeare pour la RAI, et ce fut sa seule expérience en tant qu'acteur vocal.

## Filmographie
- 1979 : Un jouet dangereux (Il giocattolo) de Giuliano Montaldo
- 1981 : L'Au-delà (...E tu vivrai nel terrore! L'aldilà) de Lucio Fulci
- 1981 : La Maison près du cimetière (Quella villa accanto al cimitero) de Lucio Fulci
- 1985 : Un foro nel parabrezza – téléfilm de Sauro Scavolini
- 1983 : I briganti (it) de Giacinto Bonacquisti (it)
- 1984 : Murder Rock (Murderock - Uccide a passo di danza) de Lucio Fulci
- 2011 : To Build a Better Death Trap – court métrage de Michael Felsher

## Note
1. ↑  (it)AntonioGenna.net presenta: Il mondo dei doppiatori- Zona cinema: "Tutto  Shakespeare" ("BBC Television Shakespeare")

## Source
- (it) Cet article est partiellement ou en totalité issu de l’article de Wikipédia en italien intitulé « Giovanni De Nava » (voir la liste des auteurs).